# Strikvraag
Een strikvraag is een vraag die bedoeld is om iemand mee te vangen. Soms laat een strikvraag geen juist antwoord toe, soms is het niet duidelijk welk antwoord gevraagd wordt.
Een reden voor het stellen van een strikvraag kan zijn om aan te tonen dat iemand bepaalde kennis niet heeft. Zo kan bijvoorbeeld worden gevraagd: Vond de Franse Revolutie in de 19de of in de 20ste eeuw plaats? Als de andere persoon het antwoord niet weet, zal hij of zij waarschijnlijk gaan raden in plaats van het juiste antwoord (de 18de eeuw) te geven. Hiermee is hij als het ware ontmaskerd als onwetend.
Een andere reden voor een dergelijke vraag kan zijn dat de vragensteller probeert de ander tot een verkeerde uitspraak te verleiden. Ook al denkt de ondervraagde het juiste antwoord te weten, is het mogelijk dat hij of zij plots onzeker wordt als de vraag dat antwoord niet toelaat, de kennis van het juiste antwoord gaat betwijfelen en geneigd is om in plaats daarvan een van de gestelde opties te kiezen. Men kan bijvoorbeeld (denken te) weten dat het Engelse woord voor ananas pineapple is, maar als wordt gevraagd: "Is 'ananas' in het Engels a-na-nas of a-nanas?" dan kan men betwijfelen of het wel echt pineapple was of dat ananas ook gangbaar is in het Engels als synoniem voor pineapple, en vervolgens gaan gokken op welke lettergreep de klemtoon zou liggen.
Een strikvraag die wel een juist antwoord heeft, maar de aandacht probeert af te leiden is: 'Amsterdam is een grote stad. Met hoeveel letters spel je dat?' waarop het antwoord luidt 'Drie', omdat men het woordje 'dat' bedoelde, niet het woord 'Amsterdam' of de hele zin 'Amsterdam is een grote stad'.
Als er in een strikvraag geen redenering voorkomt, is het volgens de traditionele definitie geen drogreden. Verwant aan de strikvraag is de suggestieve vraag, die bedoeld is om een de ondervraagde (al dan niet op sluwe wijze, voor het geval hij of zij niet goed oplet) te dwingen een of meerdere aannames te bevestigen die niet (per se) waar zijn of die de ondervraagde niet zou bevestigen als deze los zou(den) worden bevraagd.